# Sigmodontomys aphrastus
Sigmodontomys aphrastus é uma espécie de roedor da família Cricetidae.
É encontrado na Costa Rica, Panamá e Ecuador. É o único mamífero da Costa rica registado com o estatuto de criticamente ameaçado, da Lista Vermelha da IUCN.
O holotipo desta espécie foi recolectado na Costa Rica, na Cordilheira de Talamanca, em 1931.
Esta é uma espécie rara e em perigo crítico de extinção. Ao longo do tempo tem sofrido reposicionamentos quanto ao género: já foi colocado no género Oryzomys, depois no género Nectomys. A sua posição taxonómica incerta advém de diversos factores, incluindo o número reduzido de espécimenes, falta de descrição morfológica e de estudos ecológicos. Análises filogenéticas, consideram esta espécie como próxima de Sigmodontomys alfari e Melanomys caliginosus Weksler (2006).
Num estudo de 2007, dois indivíduos foram capturados e foram comparados com quatro dos espécimenes existentes até essa altura e feita uma caracterização mais aprofundada da espécie. A pelagem dorsal é mais abundante que a ventral. Apresentam regiões alaranjadas, sobretudo nos flancos. A cauda tem um comprimento superior ao do resto do corpo, aproximadamente 1,5 vezes maior e com uma coloração cinzenta ou preta. Possui quatro pares de glândulas mamárias. Uma parte dos espécimenes foram capturados a altitudes acima dos 1000 m, em floresta húmida, na Costa Rica. Dois espécimenes foram capturados no Panamá, em habitats mais secos e de vegetação menos densa.